# Piazza dell'Università
La Piazza dell'Università es una plaza situada a lo largo de la Via Etnea, la calle principal de la ciudad de Catania (Sicilia, Italia), a menos de cien metros de la Piazza Duomo. Es una de las plazas más importantes del centro histórico de la ciudad.

## Historia
Su existencia se remonta al menos a 1696, cuando en el lado oeste se construyó el Palazzo dell'Università tras la destrucción causada por el terremoto de 1693. Este edificio se construyó según el proyecto de varios arquitectos, entre los cuales Francesco Battaglia, Antonino Battaglia y Giovanni Battista Vaccarini.
En el lado este, frente al Palazzo dell'Università, se encuentra el Palazzo San Giuliano, construido en 1738 para los Paternò Castello, marqueses de San Giuliano, según el proyecto del arquitecto Giovan Battista Vaccarini.
Al sur de la plaza está el lado posterior del Palazzo degli Elefanti, sede del ayuntamiento, y el Palazzo Cilestri, que data de la segunda mitad del siglo XVIII.
El lado norte, que cierra la plaza, contiene el Palazzo Gioieni d'Angiò, coetáneo de los anteriores, al noreste, y el Palazzo La Piana, al noroeste.
En la plaza hay cuatro candelabros artísticos de bronce, realizados en 1957 por los escultores Mimì Maria Lazzaro y Domenico Tudisco siguiendo el proyecto del arquitecto Vincenzo Corsaro, que representan cuatro antiguas leyendas de Catania: Gammazita, el Paladino Uzeda, los hermanos Pii y Colapesce.